# Ebblinghem Military Cemetery
Ebblinghem Military Cemetery is een Britse militaire begraafplaats met gesneuvelden uit de Eerste- en Tweede Wereldoorlog, gelegen in de Franse gemeente Ebblingem in het Noorderdepartement. De begraafplaats werd ontworpen door Herbert Baker en ligt een halve kilometer ten oosten van het dorpscentrum. Ze heeft een trapeziumvormig grondplan en wordt omgeven door een natuurstenen muur. Centraal vooraan staat het Cross of Sacrifice. De begraafplaats wordt onderhouden door de Commonwealth War Graves Commission. 
Er liggen 450 doden begraven waaronder 4 niet geïdentificeerde.

## Geschiedenis
Bij het begin van het Duitse lenteoffensief in april 1918 werden de 2nd en de 15th Casualty Clearing Stations in Ebblingem opgericht. Ze startten de begraafplaats en bleven deze gebruiken tot juli van dat jaar. Na de oorlog werden nog enkele graven bijgezet uit andere begraafplaatsen. Er werden drie graven overgebracht vanuit Bomy Churchyard in Bomy en drie vanuit Noordpeene Churchyard in Noordpene.
Er liggen 272 Britten, 158 Australiërs, 2 Canadezen, 2 Zuid-Afrikanen, 1 Chinees (werkzaam bij het Chinese Labour Corps) en 11 Duitsers (waaronder 1 niet geïdentificeerde) uit de Eerste Wereldoorlog begraven.
Tijdens de Tweede Wereldoorlog werden hier nog 1 geïdentificeerde Brit en 3 niet geïdentificeerde slachtoffers bijgezet.

## Graven

### Onderscheidingen
- Edward Thesiger Frankland Hood, luitenant-kolonel bij de Royal Field Artillery werd onderscheiden met de Distinguished Service Order (DSO). Hij ontving ook het Croix de guerre.
- kapitein F.H. White van de King's Own Yorkshire Light Infantry; luitenant John Ernest Appleyard van de Royal Engineers; luitenant Harold Beresford van de Royal Field Artillery en luitenant Edward Erskine Dilworth van de Australian Engineers werden onderscheiden met het Military Cross (MC). Kapitein William Raymond Fish van de Royal Air Force ontving deze onderscheiding tweemaal (MC and Bar).
- luitenant Hugh Fraser; compagnie sergeant-majoor Elijah Smalley; regiment sergeant-majoor William Edgar en sergeant W. Munday werden onderscheiden met de Distinguished Conduct Medal (DCM).
- Charles Stanley Kalman Whitfield, sergeant bij de Australian Infantry, A.I.F. werd onderscheiden met de Meritorious Service Medal (MSM).
- luitenant Edward Longden Coleman; compagnie sergeant-majoor William Urbain Sheedy; sergeanten Wyn Howard Cleary, Arthur Walter Franklin en Jack Heritage; korporaals Sydney Foster Erwin, Lachlan Maclean en A. Potter; pionier T. Henderson en soldaat George Frederick Jupp ontvingen de Military Medal (MM).

### Minderjarige militair
- Gerald Patrick Heavey, soldaat bij de Australian Infantry, A.I.F. was 17 jaar toen hij op 17 april 1918 sneuvelde.

### Aliassen
- soldaat John Struss diende onder het alias John White bij de Australian Infantry, A.I.F..
- soldaat William Thompson Kenly diende onder het alias William Thompson Mitchell bij de Australian Infantry, A.I.F..